# Peter Pan (Kabarettist)
Peter Pan (geboren 27. November 1909 als Alfred Nathan in Berlin; gestorben 11. Juni 1976 in Portenschmiede im Thüringer Wald) war ein deutscher Kabarettist.

## Leben und Wirken
Geboren 1909 als Alfred Nathan, Sohn einer gutbürgerlichen jüdischen Familie in Berlin, gab Pan seine erste Revue 1928 anlässlich der Hochzeit der Schwester in Berlin. Ein Jahr später kam er während einer Reise nach Paris erstmals in Kontakt mit sozialistischen Ideen und wurde Sympathisant der linken Kräfte. Er trat in Paris als Chansonnier unter anderem neben Lucienne Boyer auf.
Zwischen 1930 und 1932 absolvierte er mehrere Auftritte im Berliner „Küka“ (Künstler-Kaffee), im „Toppkeller“ und im Kabarett „Die Wespen“ und unternahm 1931 eine erste Studienreise in die Sowjetunion mit dem Sportklub „Fichte“.

### Drittes Reich und Inhaftierung
1933 sah Pan sich zur Flucht nach Paris gezwungen. SA-Männer hatten seine Wohnung demoliert. Er arbeitete in Paris als Möbeltransporteur, Kellner, Verkäufer und in anderen Aushilfstätigkeiten. Ab 1934 schrieb er Texte für das Exilkabarett „Laterne“ und trat im „Chez elle“, einem Pariser Nachtclub für junge Talente, auf. 1939 wurde er inhaftiert und im Camp de Gurs untergebracht.
Im Dezember 1942 gelang ihm von dort, gemeinsam mit dem Tänzer Fred Leschnitzer, die Flucht über die Pyrenäen nach Spanien. Hinter der Grenze hatte Pan sich dann als kanadischer Fallschirmspringer ausgegeben und wurde deshalb ins Gefängnis gesteckt. Im Rahmen einer Inspektion des Gefängnisses jedoch erkannte ihn ein Botschaftsangehöriger aus Frankreich, dem Pan noch aus seiner Pariser Zeit bekannt war. Einige Tage später wurde er freigelassen.
Mit geliehenem Smoking und kurzgeschorenem Haar begann er, in Barcelona künstlerisch zu arbeiten. 1952 wurde in Madrid sein Sohn Michael Nathan geboren, der später als Schauspieler Michael Pan bekannt wurde. Im Jahre 1961 kam seine Tochter Lony zur Welt.

### Rückkehr nach Deutschland
1957 kehrte Pan nach Deutschland zurück und ließ sich zunächst in München nieder. Ein Jahr später jedoch übersiedelte er in die DDR und lebte fortan in Ost-Berlin. Noch im selben Jahr trat er mit dem Soloprogramm „Gesänge hinter Stacheldraht“ auf und absolvierte eine sechswöchige Tournee durch die DDR. 1962 folgte eine Tournee durch Kuba. Elf Jahre später zog Pan nach Bernburg (Saale) in eine kleine Wohnung. Wieder drei Jahre später, 1976, starb er in Portenschmiede im Thüringer Wald während eines Sommerurlaubs an Herzversagen. Sein Grab befindet sich auf dem Friedhof III in Bernburg (Saale).